# كينيث واين بوشنل
كينيث واين بوشنل (بالإنجليزية: Kenneth Wayne Bushnell)‏ هو رسام أمريكي، ولد في 1933.